# Genoll var
El genoll var o genu varum és una deformitat en var definida per la inclinació (cap a fora) del genoll, la qual cosa significa que la cama està inclinada cap a l'interior (medialment) de l'eix de la cuixa, donant a l'extremitat general l'aparença de l'arc d'un arquer. Normalment es tracta d'una angulació medial dels dos ossos de la cama (fèmur i tíbia).

## Causes
Si un nen és malaltís, ja sigui amb raquitisme o qualsevol altra afecció que impedeixi l'ossificació dels ossos o sigui alimentat de manera inadequada, la condició de cames arquejades pot persistir. Així, la causa principal d'aquesta deformitat és el raquitisme. Els problemes esquelètics, les infeccions i els tumors també poden afectar el creixement de la cama, de vegades donant lloc a una inclinació unilateral. Les causes restants són ocupacionals, especialment entre els joqueis, i a causa de traumatisme físic; la condició és molt probable que se superposi després d'accidents que impliquin els còndils del fèmur.

### Infantesa
Els nens fins als 3 o 4 anys tenen un cert grau de genu varum. El nen s'asseu amb les plantes dels peus una davant de l'altra; la tíbia i el fèmur estan corbats cap a fora; i, si les extremitats s'estenen, tot i que els turmells estan en contacte, hi ha un espai clar entre les articulacions dels genolls. Durant el primer any de vida, es produeix un canvi gradual. Les articulacions dels genolls s'apropen; el fèmur s'inclina cap avall i cap a dins cap a les articulacions dels genolls; la tíbia es torna recta, i la planta del peu mira gairebé directament cap avall.
Mentre es produeixen aquests canvis, els ossos, que al principi consisteixen principalment en cartílag, es van ossificant gradualment. Quan un nen normal comença a caminar, les extremitats inferiors estan preparades, tant per la seva direcció general com per la rigidesa dels ossos que les formen, per suportar el pes del cos.

### Raquitisme
El raquitisme nutricional és una causa important de genu varum o cames arquejades en la infància en algunes parts del món. El raquitisme nutricional es deu a hàbits d'estil de vida poc saludables, com una exposició insuficient a la llum solar, que és la principal font de vitamina D. Una ingesta dietètica insuficient de calci és un altre factor que hi contribueix. El raquitisme també pot tenir causes genètiques, de vegades anomenat raquitisme resistent. El raquitisme sol causar deformitats òssies a les quatre extremitats. L'activitat raquítica secundària al raquitisme nutricional (deficiència de vitamina D) pot resoldre's espontàniament amb la modificació dels hàbits d'estil de vida o després de rebre tractament mèdic. Tanmateix, després de la resolució de l'activitat raquítica o la curació del raquitisme nutricional actiu, algunes deformitats residuals de genu varum tendeixen a autocorregir-se amb el temps, mentre que altres tendeixen a persistir. Els nens més petits amb deformitats moderades tenen més probabilitats de remodelar-se (autocorregir-se) espontàniament amb el temps. En canvi, les deformitats de genu varum del raquitisme nutricional curat que no es corregeixen espontàniament en un període aproximat d'un any és probable que necessitin una intervenció quirúrgica, especialment si són greus i en nens més grans i causen dificultats en la marxa. La principal modalitat quirúrgica utilitzada per tractar el genu varum derivat del raquitisme és la cirurgia de creixement guiat, també coneguda com a cirurgia de modulació del creixement.

### Malaltia de Blount
La malaltia de Blount és una deformitat a les cames, principalment dels genolls als turmells. L'os afectat es corba cap a dins o cap a fora i forma les habituals "cames d'arquer", que també es coneixen com a cames arquejades. Hi ha dos tipus de malaltia de Blount. El primer tipus és infantil: això significa que es diagnostica en nens de menys de quatre anys. La malaltia de Blount en aquesta edat és molt arriscada perquè de vegades no es detecta i evoluciona cap al segon tipus. El segon tipus de malaltia de Blount es troba principalment en nens més grans i adolescents, de vegades en una cama i de vegades en ambdues; l'edat del pacient determina la gravetat del diagnòstic.

### Osteocondrodisplàsia
Les osteocondrodisplàsies són un grup divers de malalties òssies genètiques o displàsies esquelètiques genètiques que es manifesten en deformitats òssies generalitzades que afecten les extremitats i la columna vertebral. Les cames arquejades o genu varum són una d'aquestes deformitats. Les troballes radiogràfiques òssies característiques són importants per confirmar el diagnòstic.

## Diagnòstic

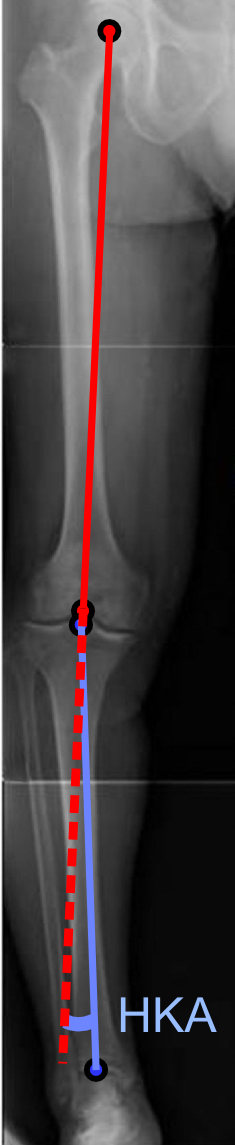
Angle maluc-genoll-turmell.

En radiografia de projecció, el grau de deformitat en var es pot quantificar mitjançant l'angle maluc-genoll-turmell, que és un angle entre l'eix mecànic femoral i el centre de l'articulació del turmell. Normalment, en adults, se situa entre 1,0° i 1,5° de var. Els rangs normals són diferents en nens. 

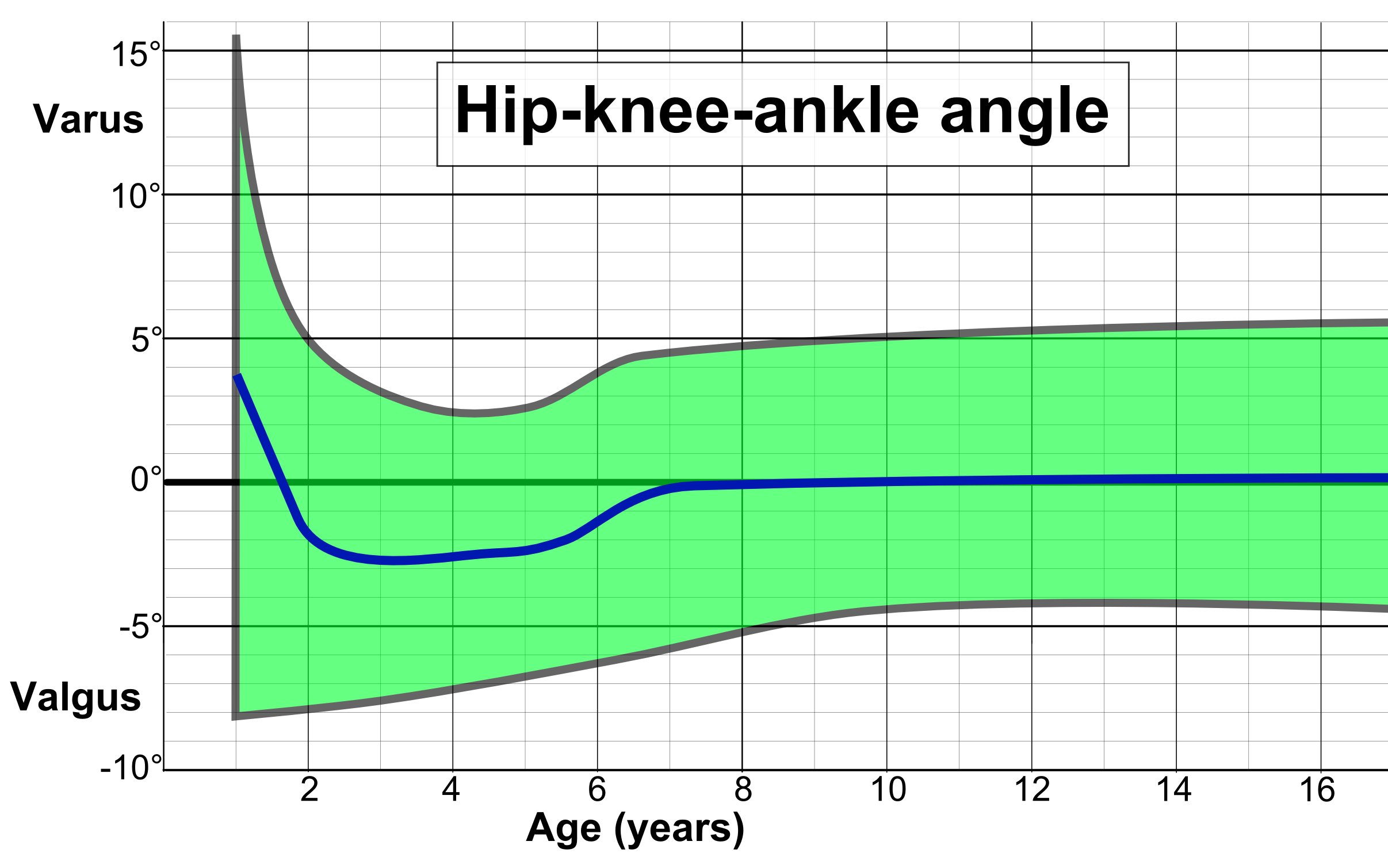
Angle maluc-genoll-turmell per edat, amb un interval de predicció del 95%.

## Tractament

Osteotomia en valg. La línia negra és l'eix mecànic. Aquest procés es pot fer per corregir una deformitat en var.

Generalment, no es requereix tractament per a la presentació idiopàtica, ja que és una variant anatòmica normal en nens petits. El tractament està indicat quan persisteix més enllà dels 3 1⁄2 anys. En el cas d'una presentació unilateral o d'un empitjorament progressiu de la curvatura, quan és causada pel raquitisme, el més important és tractar la malaltia constitucional, alhora que s'indica al cuidador que mai no posi el nen sobre els peus. En molts casos, això és suficient per aconseguir una cura, però el procés es pot accelerar una mica aplicant fèrules. Quan la deformitat sorgeix en pacients més grans, ja sigui per traumatisme físic o per la seva ocupació, l'únic tractament permanent és la cirurgia, però els aparells ortopèdics poden proporcionar alleujament.

### Raquitisme
El raquitisme sol causar deformitats òssies a les quatre extremitats. L'activitat raquítica associada al raquitisme nutricional pot resoldre's espontàniament amb la modificació dels hàbits d'estil de vida o després de rebre tractament mèdic. Després de la resolució de l'activitat raquítica o la curació del raquitisme nutricional actiu, algunes deformitats angulars residuals del genoll tendeixen a autocorregir-se o remodelar-se espontàniament amb el temps. Això evita la necessitat d'una intervenció quirúrgica correctiva. Això s'aplica especialment als nens petits i d'edat mitjana amb deformitats moderades. En canvi, altres pacients amb deformitats angulars del genoll curades, incloent el genu varum, tendeixen a persistir. És a dir, no es corregeixen espontàniament i podrien requerir cirurgia correctiva. La principal modalitat quirúrgica utilitzada per tractar el genu varum derivat del raquitisme és la cirurgia de creixement guiat, també coneguda com a cirurgia de modulació del creixement.

### Malaltia de Blount
El tractament per a nens amb la malaltia de Blount és típicament l'ús d'aparells ortopèdics, però la cirurgia també pot ser necessària. En nens, la cirurgia de creixement guiat s'utilitza per corregir/redreçar gradualment les cames arquejades. Per als adolescents, sovint s'utilitza l'osteotomia o tall d'os per corregir la deformitat òssia. L'operació consisteix a treure un tros de tíbia, trencar el peroné i redreçar l'os; també hi ha l'opció d'allargar les cames. Si no es tracta prou aviat, la condició empitjora ràpidament.

### Osteocondrodisplàsia
La cirurgia de creixement guiat en nens s'utilitza àmpliament per aconseguir la correcció gradual de les deformitats del genoll derivades de l'osteocondrodisplàsia, incloent el genu varum. No obstant això, aquest tractament s'associa amb una alta incidència de recurrència i pot ser necessari repetir les cirurgies per mantenir l'alineació òssia adequada.

## Pronòstic
En la majoria dels casos que persisteixen després de la infància, hi ha poc o cap efecte en la capacitat de caminar. No obstant això, a causa de la tensió i el desgast irregulars als genolls, fins i tot les manifestacions més lleus poden provocar l'aparició accelerada d'artritis.